# Oostzee
Die Oostzee war ein niederländisches Küstenmotorschiff, auf dem es im Juli 1989 auf der Unterelbe zu einem schwerwiegenden Giftunfall kam.

## Geschichte

### 1980 bis 1989
Das Schiff wurde 1980 auf der Martin-Jansen-Werft in Leer/Ostfriesland mit der Baunummer 163 als Oostzee für die Rotterdamer Reederei Noordlijn, einem Tochterunternehmen der Haren-Emser Reederei Intersee Schiffahrtsgesellschaft, gebaut. Von 1981 bis 1983 wurde das Schiff als Savonia von Intersee betrieben und danach von Noordlijn an die Gesellschaft „Noordzee“ in Delfzijl verkauft, die es in den folgenden Jahren unter dem Management des Scheepvaartbedrijf Noordlijn, Emmen erneut unter dem Namen Oostzee einsetzte.

### Giftunfall 1989
Im Juli 1989 befand sich die Oostzee auf einer Reise von Rotterdam durch den Nord-Ostsee-Kanal nach Leningrad. Die Ladung im Laderaum des Schiffes bestand unter anderem aus Stacheldraht, Quarzsand, Zinkbarren und 3913 Fässern mit rund 850 Tonnen Epichlorhydrin. Auf der Reise von Rotterdam zur Elbe geriet der Frachter in Schlechtwetter, bei dem ein Teil der Gefahrgutfässer verrutschte. Dabei schlugen etwa 40 Fässer leck. Schuld sei die unsachgemäße Lagerung der Giftfässer gewesen, sagte damals Günter Hollmann, Mitglied des Krisenstabes „Oostzee“. Entgegen den Vorschriften habe man die direkt auf den Schiffsboden gestellt, und außerdem nicht richtig gestapelt.
Am 18. Juli 1989 traf das Schiff am Nord-Ostsee-Kanal ein, wo man die Weiterreise aufgrund der Ladungsschäden, die bereits zu einem chloroformartigen Geruch an Bord geführt hatten, unterband. Zunächst wurde das Schiff auf die Neuwerk-Reede verwiesen und die Besatzung abgeborgen.
Es wurde erwogen, das Schiff zum Herstellerunternehmen Dow Chemical nach Bützfleth, nach Hamburg oder nach Cuxhaven zu schleppen, was jeweils aufgrund der Nähe zu Wohngebieten verworfen wurde. Letztlich brachte man die Oostzee zum Elbehafen in Brunsbüttel, um die beschädigte Ladung zu löschen. Die entsprechenden Arbeiten dauerten über drei Wochen an und führten zu einer Reihe von Unfällen durch mangelnden Schutz gegen das äußerst gesundheitsschädliche Epichlorhydrin und seine Verbindungen. 
In der Folge erkrankten und starben zahlreiche Helfer, Polizisten und Seeleute an Krebs.

### 1989 bis 2009
Das Schiff wurde nach Abschluss der Havarie zunächst von Noordlijn weiterbetrieben und 1994 an die Nedlloyd-Tochtergesellschaft K.N.S.M.-Kroonburgh in Rotterdam veräußert, wo es bis 1996 als Louise Green von der Reederei General Shipping & Chartering Services  (GenChart) eingesetzt wurde. Ab Januar 1996 gehörte das Schiff als Trinity Square der Gulfranger Shipping Company in Limassol und wurde durch die Vertom Scheepvaart- und Handelsmaatschappij in Rotterdam betrieben. Weitere Stationen waren ab Oktober/November 1998 als Sandy Cay für die C. Rehder Schiffsmakler und Reederei in Limassol, ab Juli 1999 als Nordica der Unisand Shipping Company in Limassol unter Bereederung des N.C. Schiffahrtsbüro in Bremerhaven und Befrachtung durch Wilhelm Tietjen Befrachtungsgesellschaft in Hamburg, ab Oktober 2004 Lady Rea für die Rea Maritime Corporation in Panama und zuletzt ab August 2006 als Evgeniy Vasilyev für Dream Hills Trading in Panama im Management von DSL Shipping in Limassol. Ende 2009 wurde der Frachter schließlich aus der Fahrt genommen und zum Abbruch verkauft. Im Dezember 2009 traf der Frachter im letzten Hafen zur Verschrottung in China ein.

## Bedeutung
Der Giftunfall der Oostzee zählt bis heute zu den bekannteren Schiffsunfällen auf der Elbe und erregte seinerzeit durch die zahlreichen Pannen bei der Abarbeitung großes Medieninteresse. Die Havarie war seinerzeit Anlass für das Bundesverkehrsministerium zum Neubau und Umbau bestehender Einheiten zu sogenannten Gasschutzschiffen, die bei Chemieunfällen auf See eingesetzt werden können. Der Unfall ist weiterhin ein immer wieder genanntes Fallbeispiel zum Thema der Risiken beim Gefahrguttransport.

## Technik
Aufbauten und Maschinenanlage waren achtern angeordnet. Der Antrieb des Schiffes bestand aus einem Sechszylinder-Viertakt-Dieselmotor des Herstellers MWM, der seine Leistung von bis zu 3000 PS über ein Getriebe an den Festpropeller abgab. Es waren zwei elektrohydraulische Kräne an der Backbordseite angeordnet.